# Corso Vittorio Emanuele II

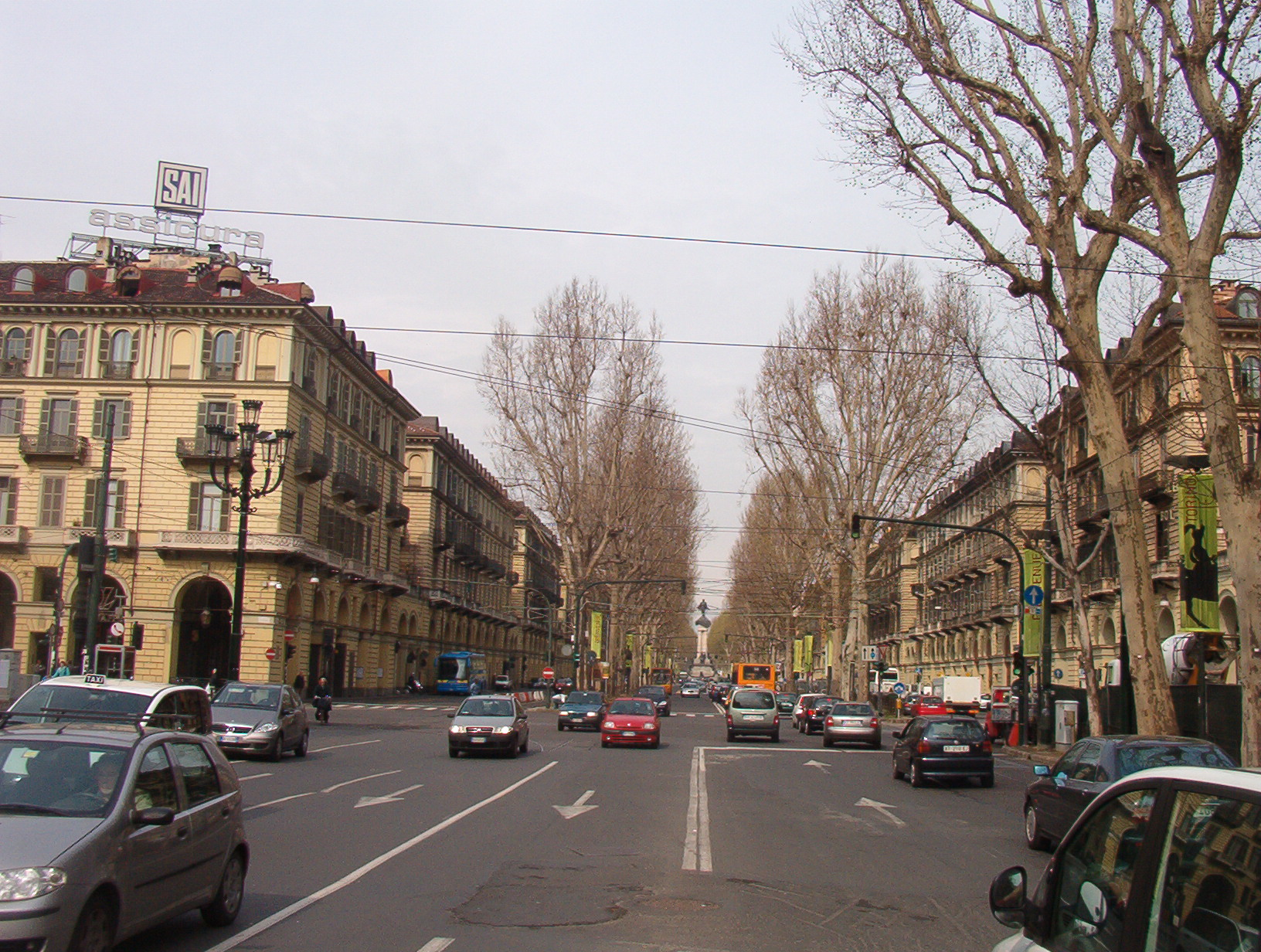
Corso Vittorio Emanuele II

Corso Vittorio Emanuele II – jedna z głównych ulic Turynu. Aleja zaczyna się na brzegu Padu tuż obok Parco del Valentino. Prowadząca na zachód ulica mija ogromny dworzec kolejowy Porta Nuova i Piazza Carlo Felice. Corso Vittorio Emanuele II kończy się na Piazza Rivoli na skrzyżowaniu z Corso Francia. Pod Corso znajdują się trzy stacje turyńskiego metra: Porta Nuova, Re Umberto oraz Vinzaglio